# Raoul Dufy

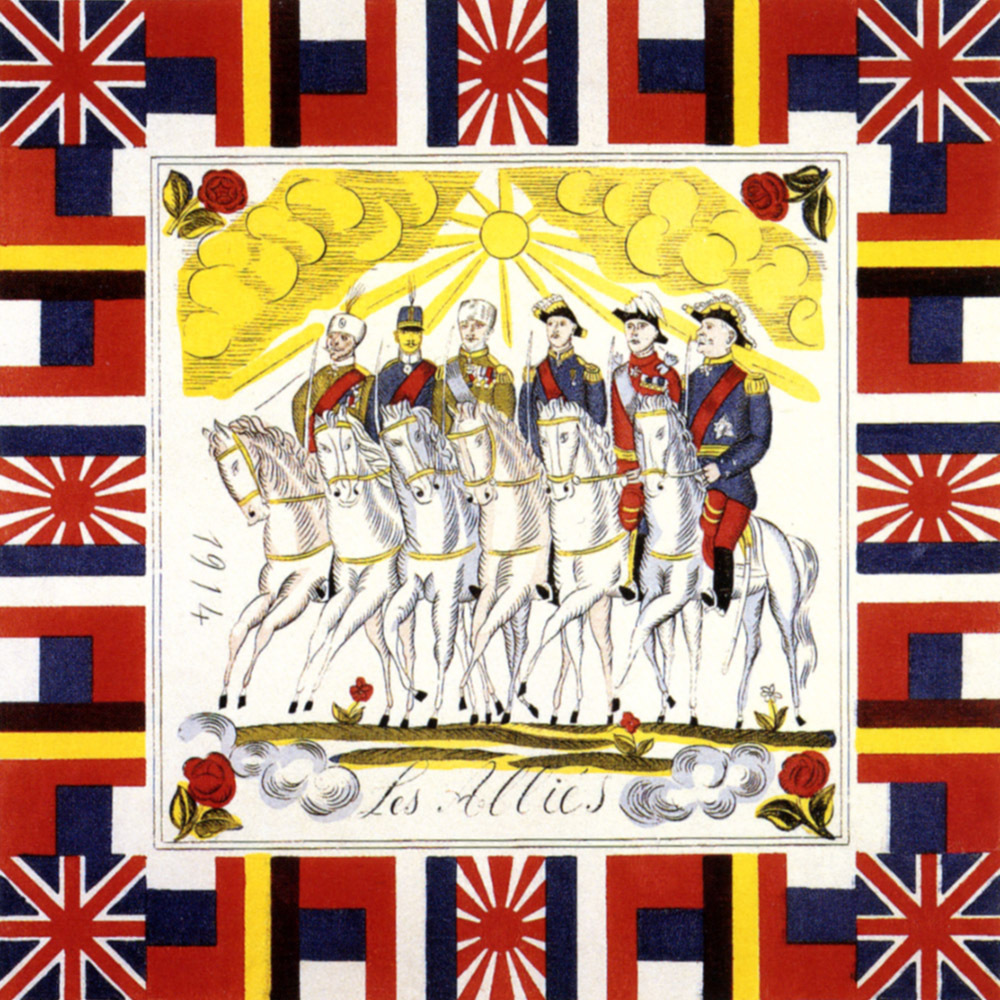
Dufy: Los aliados, mascada (pañuelo) impreso sobre tela de seda diseñado por Raoul Dufy en 1915

Raoul Dufy (Le Havre, 3 de junio de 1877 - cerca de Forcalquier, 23 de marzo de 1953) fue un pintor fauvista y cubista, artista gráfico y diseñador textil francés. Desarrolló un estilo colorido y decorativo que se hizo popular en diseños para cerámica, tejidos y esquemas decorativos de edificios públicos. Destaca por sus escenas de acontecimientos sociales al aire libre.

## Biografía
Nació en El Havre, en Normandía, en una familia de nueve miembros. Dejó la escuela a los catorce años para trabajar en una compañía importadora de café. En 1895, cuando tenía dieciocho años, comenzó a recibir clases de arte por la tarde en la Escuela de Bellas Artes de Le Havre. Él y Othon Friesz, un amigo de la escuela, estudiaron las obras de Eugène Boudin en el museo de Le Havre. 
En 1900, después de un año de servicio militar, Raoul obtuvo una beca que le permitió estudiar durante un corto periodo en la Escuela de Bellas Artes de París, donde fue compañero de Georges Braque. 
En un principio Dufy estuvo sometido a la influencia de los paisajistas impresionistas, como Claude Monet y Camille Pissarro.
En 1902 conoció a Berthe Weill, quien expuso la obra de Dufy en su galería. La obra de Henri Matisse Lujo, calma y voluptuosidad, que Dufy vio en el Salon des Indépendants en 1905, fue una revelación para el joven artista, quien dirigió su interés hacia el Fovismo. Los fauves (que significa «fieras», «bestias salvajes») trabajaban con colores llamativos e irreales y atrevidas formas; ricos contornos marcaban su obra. Dufy adoptó este estilo al que añadió un trazo vigoroso y espontáneo. La pintura de Dufy refleja este enfoque hasta alrededor de 1909, cuando el contacto con la obra de Paul Cézanne le lleva a adoptar una técnica algo más sutil. No fue hasta el año 1920, después de haber hecho sus ensayos con otro estilo, el cubismo, cuando Dufy desarrolló su propio enfoque distintivo que implicaba estructuras esqueléticas, colocadas en una perspectiva disminuida, y el uso de baños ligeros de color dispuestos mediante veloces pinceladas de una manera que llegó a conocerse como taquigráfica.
Poco a poco su obra se hizo más amable, alegre y luminosa, mostrando un predominio cada vez mayor de la línea, características que fueron más evidentes en sus acuarelas. 
Los temas favoritos de Dufy eran los barcos de vela, con brillantes vistas de la Riviera francesa; fiestas elegantes, acontecimientos musicales, las carreras de caballos y otras actividades al aire libre en lugares de moda, como Carreras de caballos en Deauville (1931, Colección particular, París), L'Opéra (Phillips Collection, Washington). También pintó flores, instrumentos musicales y desnudos.
La naturaleza ilustrativa y decorativa, optimista y a la moda, de gran parte de su obra, ha hecho que su producción sea valorada menos por la crítica que la de aquellos otros artistas que tratan un tema más amplio de asuntos sociales.
Realizó murales, como los del palacio de Chaillot en París. En 1938, Dufy acabó una de las pinturas más grandes que se hayan hecho nunca, un canto enorme e inmensamente popular a la electricidad, el fresco La Fée Electricité para la Exposición Internacional de París.
Hizo pinturas de caballete, pero también cobró fama por su obra gráfica y en las artes aplicadas. Destacan sus ilustraciones para El bestiario (1911) de Guillaume Apollinaire. Ilustró también obras de Stéphane Mallarmé y André Gide. 
Cambió la cara de la moda y el diseño de telas con su obra para Paul Poiret. En 1909, Raoul Dufy recibió el encargo de Poiret de que diseñara ropa para el hogar, y también modelos textiles para la ropa de Poiret. También realizó xilografías y produjo un número prodigioso de tapices y diseños de cerámica. 
Su hermano Jean Dufy, que también era pintor, desarrolló un estilo similar.
Dufy murió cerca de Forcalquier, Francia, el 23 de marzo de 1953, y fue enterrado no lejos de Matisse en el cementerio monacal de Cimiez, un suburbio de la ciudad de Niza, Francia.